# Calyptella bonairensis
Calyptella bonairensis är en svampart som beskrevs av Singer 1973. Calyptella bonairensis ingår i släktet Calyptella och familjen Marasmiaceae.   Inga underarter finns listade i Catalogue of Life.